# ホールセール・アプリケーションズ・コミュニティー
ホールセール・アプリケーションズ・コミュニティー (Wholesale Applications Communy, WAC) は、世界の携帯電話のアプリを配信するサービスを意図した共通基盤（プラットフォーム）であり、それを立案・規定するための民間団体である。
世界中の大手携帯電話事業者24社が参画しており、日本からは、NTTドコモ、ソフトバンクモバイルが参加している。
2012年に活動停止した。

## 概要
携帯電話のアプリを配布する仕組みの土台としては、すでにiPhone\iPod\iPad用のApp StoreやAndroid用のアンドロイドマーケットが存在しており、WACを構成している企業の多くはこういった先行するサービスに対抗するために大同団結している。
WACでは多数の企業が参加していることや後発であることなどから、アンドロイドマーケットと同様にオープン・プラットフォームとしており、団体設立後、1年以内に多様な携帯電話プラットフォーム上で共通に使えるウィジェット形式のアプリを配信できるようにするとしている。

## 経緯
Joint Innovation Lab(JIL) と、Open Mobile Terminal Platform(OMTP) の2つの団体が団結し、さらに他社を加えて、世界中の携帯電話の通信事業者24社が連合してアプリ配信の共通プラットフォームを確立するために、2010年2月15日、バルセロナで開催された"2010 Mobile World Congress"に於いて設立が発表された。

## 参加企業
欧州
- ドイツ　Deutsche Telekom
- オーストリア　mobilkom austria
- フランス　Orange
- イタリア　Telecom Italia
- スペイン　Telefónica
- ノルウェー　Telenor Group
- スウェーデン　TeliaSonera
- ロシア　VimpelCom
- イギリス　Vodafone

北米・中米
- カナダ　WIND Mobile
- アメリカ　AT&T
- アメリカ　Sprint Nextel
- アメリカ　Verizon Wireless
- メキシコ América Móvil

アジア
- 中国　China Mobile
- 中国　China Unicom
- 日本　NTTドコモ
- 日本　ソフトバンクモバイル
- 韓国　KT
- 韓国　SK Telecom
- シンガポール　SingTel
- インド　Bharti Airtel

アフリカ
- エジプト　Orascom Telecom
- 南アフリカ　MTN

（社やCorp.等は省いた）
上記に加えて、業界団体GSMAと韓国LG社、韓国Samsung社、日/スウェーデンのSony Ericsson社がWACを支援するとしている。